# 尾車 (君津市)
尾車（びしゃ）は、千葉県君津市の地名。丁番を持たない単独町名で、郵便番号は299-1113。

## 地理
市内西部、小糸川の支流馬登川の上流部に位置する。地内は馬登川に面する北西部以外を山林に囲まれ、川沿いや山の間の平地に水田や集落が広がる。
北で六手、北東で泉、東で白駒、南東で草牛、南から西にかけて馬登、西で皿引とそれぞれ接する（いずれも君津市）。

### 河川
- 馬登川 - 皿引地区との境界をなす。

## 歴史

### 地名の由来
古来から毘沙門天が祀られて信仰を集めていたことに由来するとされる。

### 沿革
- 江戸時代 - 周淮郡尾車村成立。旗本本多氏・三枝氏の相給、のち西端藩領[4]。
- 1873年（明治6年） - 尾車村、千葉県に所属[4]。
- 1889年（明治22年）4月1日 - 町村制施行により周淮郡周南村大字尾車となる[4]。
- 1897年（明治30年）4月1日 - 周南村、郡統合により君津郡所属となる。
- 1923年（大正12年） - 9月1日に発生した関東大震災の影響で地内の湧水が止まる。以後、地内が干害に見舞われる[4]。
- 1933年（昭和8年） - 干害対策のため、尾車耕地整理組合を結成[4]。
- 1936年（昭和11年） - 千葉県からの補助費を受けて地内に用水路と溜池を整備[4]。
- 1954年（昭和29年）3月31日 - 周南村と君津町（初代）・貞元村が合併し君津郡君津町（2代目）が成立、同町の大字となる。
- 1971年（昭和46年）9月1日 - 君津町が市制施行し、君津市となる。

## 世帯数と人口
2021年（令和3年）6月30日現在の世帯数と人口は以下の通りである。
| 大字 | 世帯数  | 人口  |
| ---- | ------- | ----- |
| 尾車 | 140世帯 | 214人 |

## 小・中学校の学区
市立小・中学校に通う場合、学区は以下の通りとなる。
| 番地 | 小学校             | 中学校             |
| ---- | ------------------ | ------------------ |
| 全域 | 君津市立周南小学校 | 君津市立周南中学校 |

## 交通
地内を通る鉄道路線・バス路線はない。最寄駅はJR内房線君津駅・佐貫町駅。

### 道路

#### 一般県道
- 千葉県道164号荻作君津線

### 橋梁
- 川崎橋 - 六手との境界で馬登川を渡る君津市道の橋。
- 岩田橋 - 皿引との境界で馬登川を渡る君津市道の橋。

## 施設
- 君津市消防団 第四分団二部
- たびだちの村 BISHA - 知的障害者支援施設。
- やすらぎの里・尾車 - 特別養護老人ホーム。
- やすらぎメゾン・尾車 - 高齢者グループホーム。

## 史跡
- 尾車羽黒神社
- 如意堂観音